# Телекоммуникации в Бутане
- Количество телефонных линий: 26 300 (2010)
- Количество мобильных телефонов: 394 300 (2010)

Телефонные линии и сотовая связь имеются преимущественно в городах, в сельской местности практически отсутствуют. Международный телефонный код страны — 975. Международная телефонная и телеграфная связь осуществляется через Индию.
- Радиостанции: 9 станций на частоте FM, 1 коротковолновая станция, имеется доступ к иностранным радиостанциям (BBC, CNN)
- Количество радиоприёмников: 37 000 (1997)

Первая телевизионная станция, принадлежащая государству, появилась в 1999. В кабельное телевидение входят в основном индийские и иностранные каналы. Первая государственная радиостанция появилась в 1973 году, частная в 2007 году.
- Количество телевизоров: 11 000 (1999)

В Бутане всего один интернет-провайдер — Druknet, принадлежащей Bhutan Telecom. Домен Бутана — .bt.
- Количество интернет пользователей: 50 000 (2009)